# 리근모
리근모(李根模, 1926년 4월 5일 ~ 2001년)는 조선민주주의인민공화국의 정치인이다.

## 이력
1986년 12월 29일부터 1988년 12월 12일까지 조선민주주의인민공화국의 제10대 내각국무총리를 지냈다.
국가안전보위부 마약판매 담당이었던 아들이 총살당하면서 총리직에서 해임당하였다. 후임은 연형묵이다.

## 같이 보기
- 조선민주주의인민공화국의 정치